# Vernot
Vernot és un municipi francès, situat al departament de la Costa d'Or i a la regió de Borgonya - Franc Comtat. L'any 2020 tenia 94 habitants.

## Demografia
El 2007 tenia 76 habitants en 24 famílies. Hi havia 41 habitatges, 35 eren habitatges principals, quatre segones residències i tres estaven desocupats. 38 eren cases i 3 eren apartaments.

Habitants censats

## Economia
El 2007 la població en edat de treballar era de 49 persones, 38 eren actives i 11 eren inactives. L'únic servei als particulars que hi havia el 2009 era una fusteria.
L'any 2000 hi havia tres explotacions agrícoles que conreaven un total de 759 hectàrees.